# Rougarou (Cedar Point)
Pour l’article homonyme, voir Rougarou.
Rougarou (anciennement Mantis) est un parcours de montagnes russes sans sol du parc Cedar Point, localisées à Sandusky, dans l'Ohio, aux États-Unis. Conçu et fabriqué par Bolliger & Mabillard, l'attraction ouvre en 1996 comme étant le parcours de montagnes russes en position verticale le plus haut, rapide et long au monde. En septembre 2014, Cedar Point annonce la fermeture de l'attraction. Le parc annonce quelque temps plus tard que l'attraction ne sera pas détruite mais transformée pour devenir un parcours de montagnes russes sans sol. L'attraction rouvre sous le nom Rougarou le 9 mai 2015.

## Statistiques
- Capacité : 1 800 personnes par heure
- Trains : trois trains avec huit wagons par train. Les passagers sont à quatre de front par wagon pour un total de 32 passagers par train.
- Notes : Initialement, Mantis devait être nommé Banshee. Dans le folklore Irlandais, une banshee était l'esprit d'une femme dont la légende prétend qu'elle venait annoncer un mort dans la famille. Cette légende fut publiée dans un journal local, Cedar Point s'est senti gêné entre l'association de cet esprit avec la nouvelle attraction. Le nom fut donc changé en Mantis, qui était dans la liste des noms potentiels pour les montagnes russes. Le logo original a été repris pour Steel Force à Dorney Park.

## Galerie

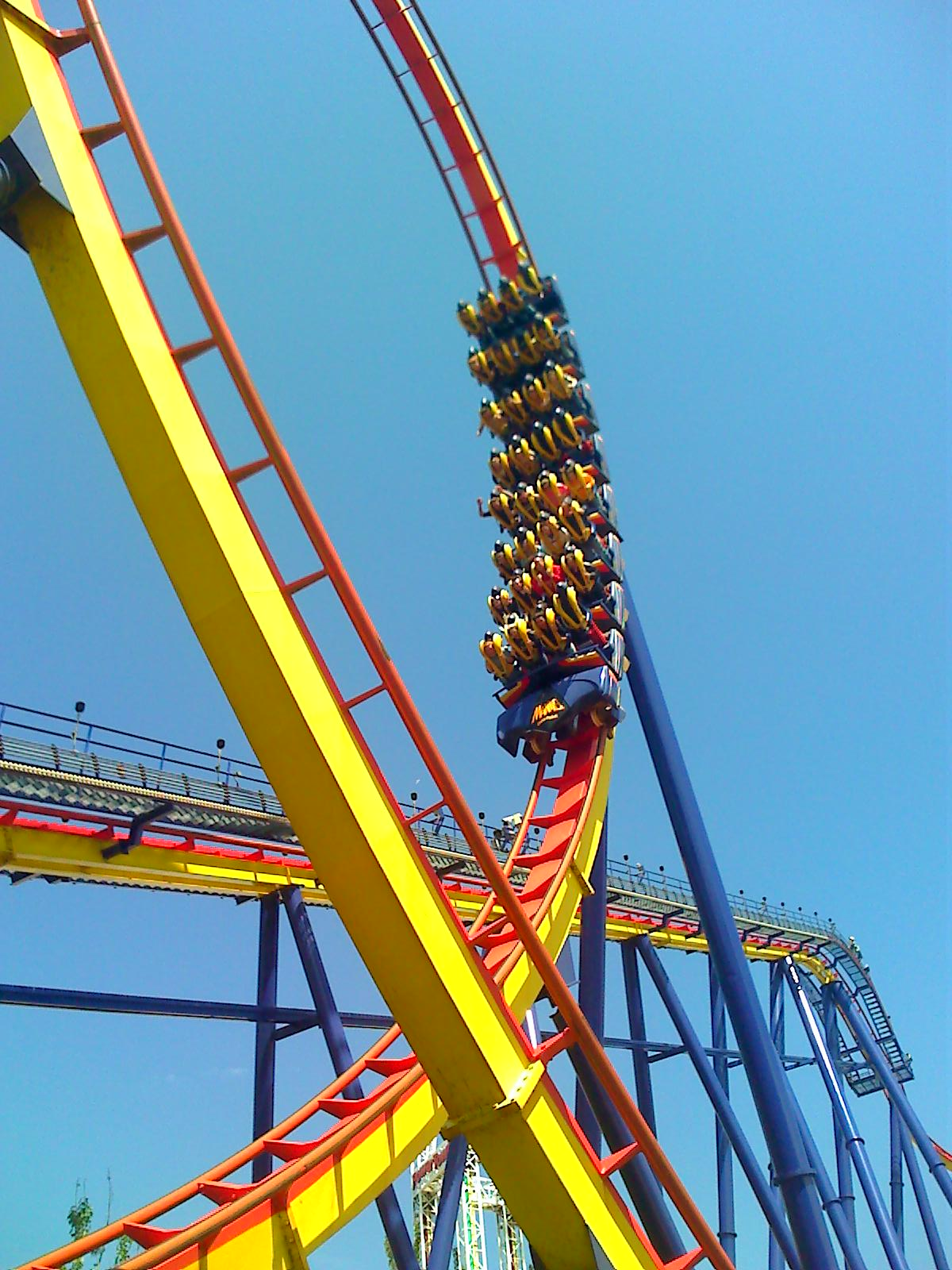
Mantis.
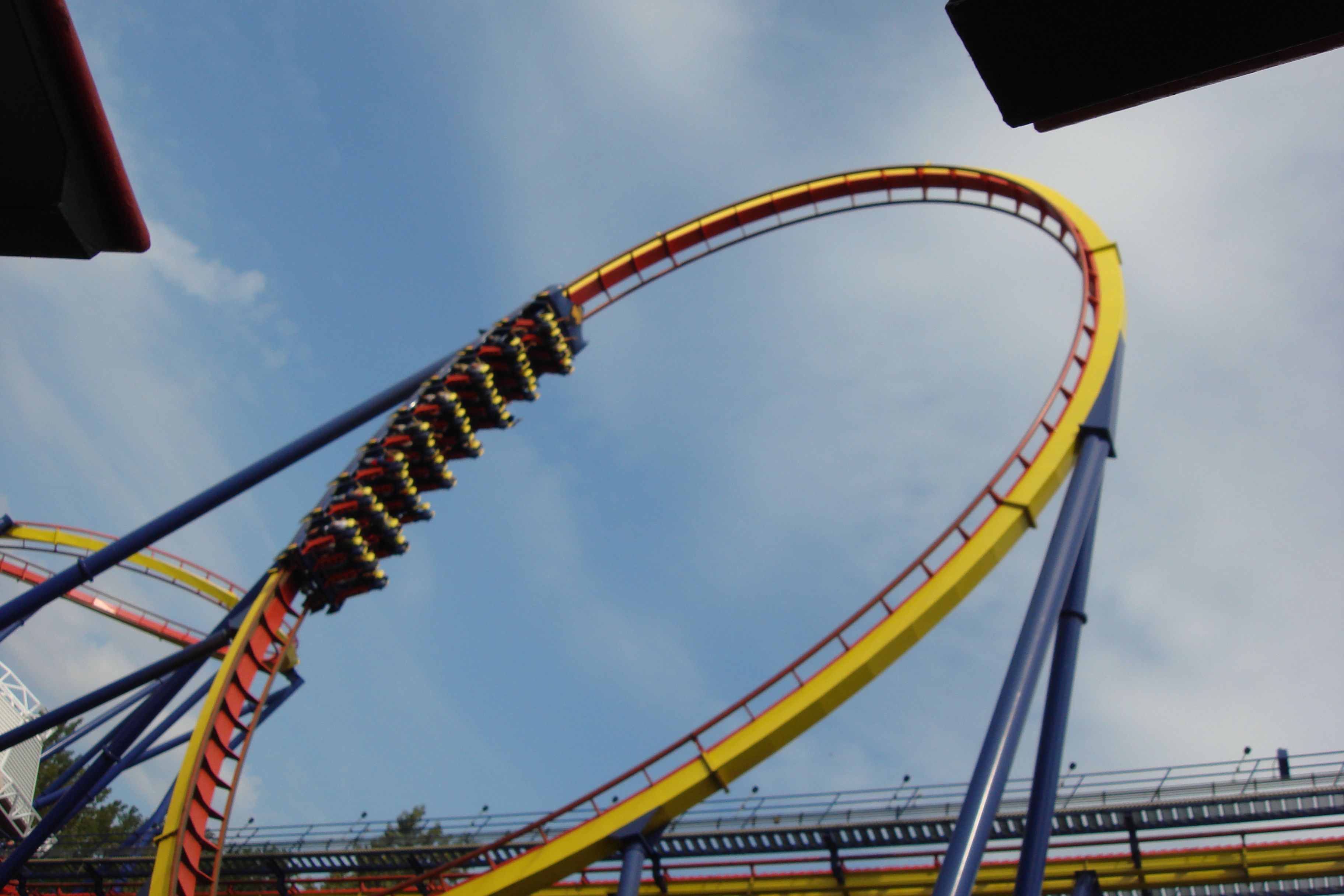
Mantis.
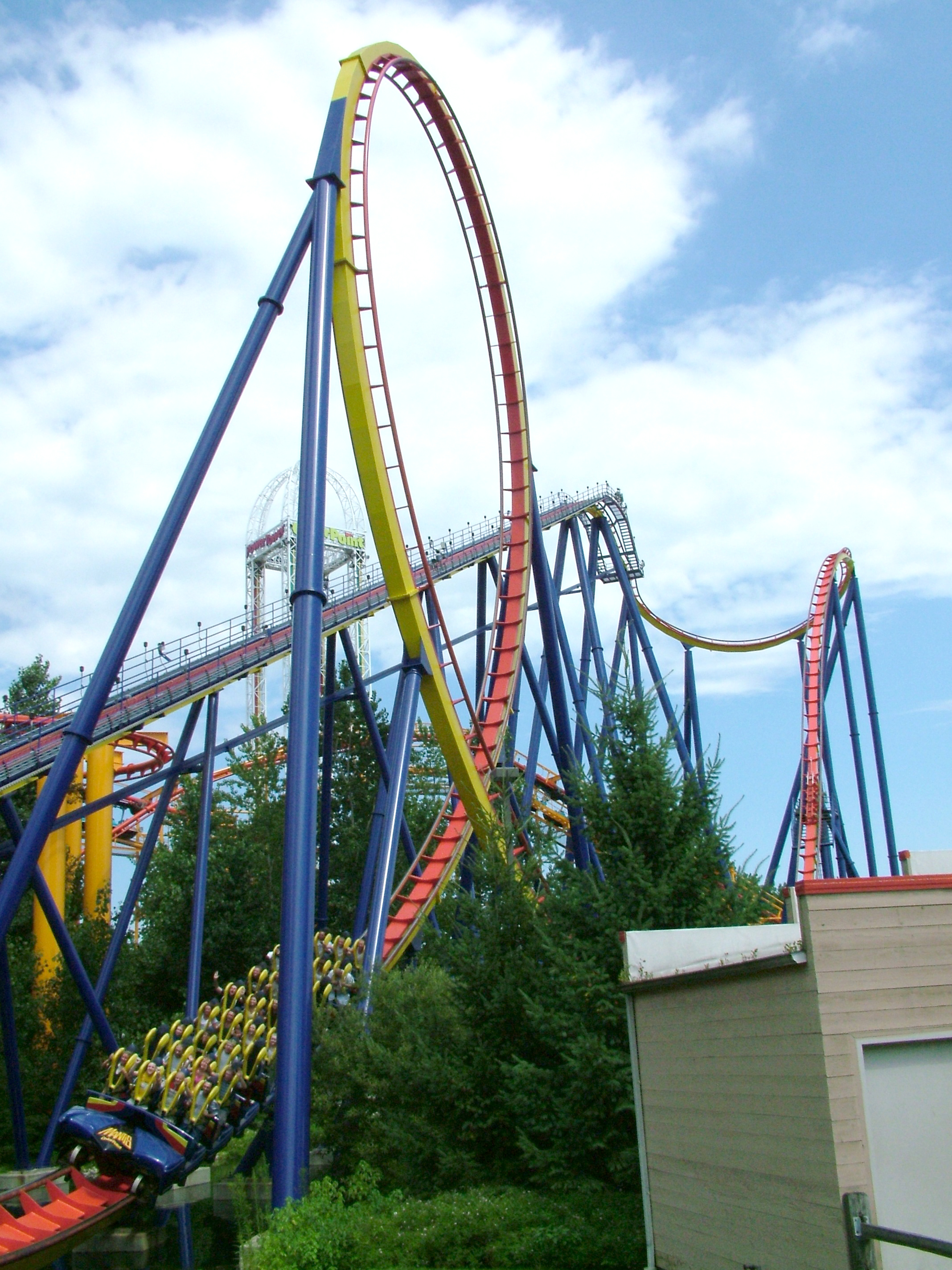
Mantis.
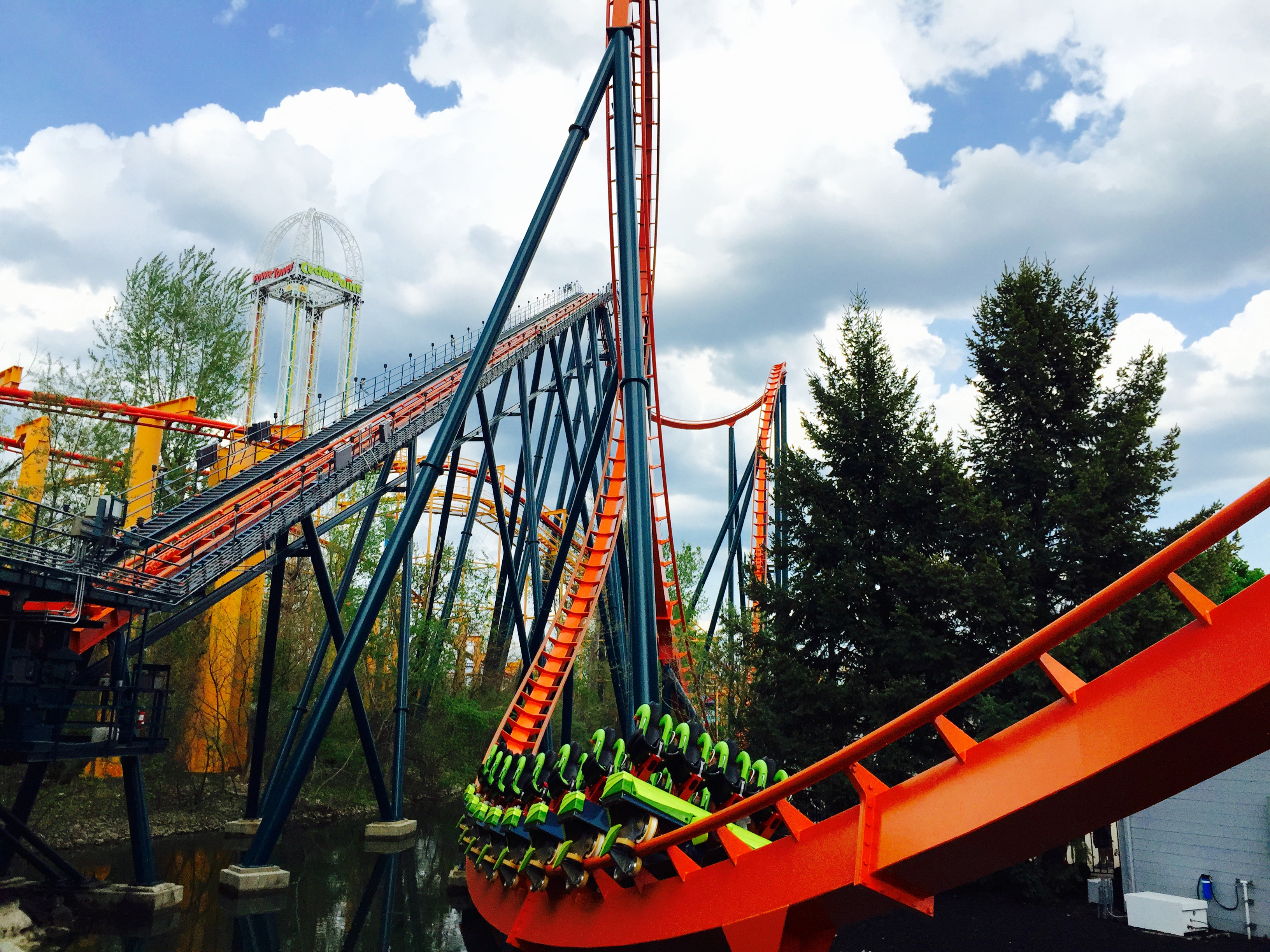
Rougarou.